# فارسی‌تک

ویرایشگر ویندوز فارسی‌تِک

فارسی‌تِک (FarsiTeX) نرم‌افزاری است بر پایه تِک (TEX) که برای حروفچینی به زبان‌های فارسی و انگلیسی از آن استفاده می‌گردد. نرم‌افزارهای تِک دارای محبوبیت ویژه‌ای در محیط‌های دانشگاهی هستند و در زمینه‌های ریاضیات، فیزیک و علوم رایانه‌ای کاربرد دارند.
این نرم‌افزار با افزودن امکانات مخصوص زبان فارسی به نرم‌افزار اصلی - تِک - پا به عرصه وجود گذاشت.
نسخه پیش نمایش ۱ این نرم‌افزار به همراه ماکروهای فارسی توزیع شده است اما هنوز از نظر سهولت استفاده تا یک ویرایش کامل و قابل استفاده برای کاربران عادی فاصله زیادی دارد. ویرایش مخصوص به لینوکس نیز به صورت بسته rpm تهیه و در دست توزیع است.
TeX به‌طور کلی بهترین حروفچین برای فرمول‌های پیچیدهٔ ریاضی محسوب می‌گردد، اما امروزه از آن در کارهای حروفچینی بسیار و متفاوتی استفاده می‌شود (به‌طور خاص در قالب LaTeX و بسته‌های الگویی دیگر).

## تاریخچه
پروژه فارسی‌تک در سال ۱۹۹۲ میلادی زیر نظر محمد قدسی استاد دانشکده مهندسی کامپیوتر دانشگاه صنعتی شریف آغاز گردید.

یک نمونه فرمول ریاضی با فارسی‌تک

## مجوز نرم‌افزار
این نرم‌افزار کپی‌لفت تحت مجوز GNU General Public Lisence انتشار یافته است.

## گروه پروژه فارسی‌تک
افراد زیر در تولید این نرم‌افزار سهم داشتند:
- محمد قدسی، مدیر پروژه
- حسن ابوالحسنی، ماکروهای اصلی
- مهران شرفی، فونت‌های اولیه
- روزبه پورنادر، مدیر فنی، تکمیل ماکروها، فونت‌ها و …
- کیارش بازرگان، اولین ویرایش‌گر تحت داس
- محمد مهدیان، مبدل‌ها
- مهرداد ثابت‌زاده، ویرایش‌گر تحت ویندوز
- شیوا نجاتی، fmakeindex
- مسعود بابایی‌زاده، فونت‌های جدید
- بهداد اسفهبد، کارهای فنی و گونهٔ جدید نرم‌افزار[۵]

## نسخهٔ ویندوز
در نسخه‌ای دیگر از نرم‌افزار که توسط بهداد اسفهبد، نصب‌کنندهٔ مناسب در محیط ویندوز فراهم شده، و در عین حال تعدادی از قلم‌های اندازه‌پذیر(true type) فارسی نیز در محیط آن قابل استفاده گشته است.